# تپه کاهی
تپه کاهی مربوط به سده‌های ۶ تا ۸ ه.ق است و در شهرستان سلماس، بخش مرکزی، دهستان لکستان، روستای قره قشلاق واقع شده و این اثر در تاریخ ۷ اسفند ۱۳۸۵ با شمارهٔ ثبت ۱۷۶۳۷ به‌عنوان یکی از آثار ملی ایران به ثبت رسیده است.